# Luc Brahy
Luc Brahy, né en 1964, est un scénariste et un dessinateur de bande dessinée.

## Biographie
Né à Istres en 1964, Luc Brahy s’oriente tout d’abord vers la comptabilité, le dessin devant rester un hobby, mais échoue dans ses études. Il exerce, pour gagner sa vie, le métier de conducteur de bus pendant quinze ans, son temps libre étant occupé par le dessin. 
Dessinateur entièrement autodidacte, il débute en parallèle dans la publicité et le dessin de presse.
Pendant cette période, il réalise un album en noir et blanc de 24 pages intitulé New York Drink, coédité avec un micro éditeur local en 1985, que Luc Brahy décrit comme « scénarisé et dessiné à la manière de José Muñoz et Carlos Sampayo » qu’il admirait à cette époque. Cet album lui permet de rencontrer Jean-Pierre Autheman, qui venait de recevoir le Grand Prix du Festival d'Angoulême.
Si Frank Giroud lui propose le scénario de Zoltan en 1993 et lui permet de débuter professionnellement, la carrière de Luc Brahy ne décolle pas et il met sept ans à voir publier Ynfinis, une histoire de science-fiction en deux tomes dont il est à la fois scénariste et dessinateur, en 2000 et 2001, qu'il signe sous le pseudonyme de Dust. 
Luc Brahy rencontre ensuite Éric Corbeyran, avec lequel naît une solide amitié et de nombreuses séries, de Imago Mundi en 2003 en passant par Alto Plano en 2017 jusqu’au récent tome 10 de la série Vinifera intitulé Le Vin rouge sang (2020).
En 2016, il est au dessin de l'album 13/11 Reconstitution d'un attentat - Paris, 13 novembre 2015 (Delcourt), sur un  scénario de la journaliste Anne Giudicelli qui retrace le déroulement de l'attentat du Bataclan,.

## Œuvre

### Séries
- Alto Plano, scénario d'Éric Corbeyran et Vanessa Postec, couleurs de Cyril Saint-Blancat, Delcourt (collection Machination)

1. Colombie, 2017  (ISBN 978-2-7560-5205-2)
2. Brésil, 2018  (ISBN 978-2-7560-6235-8)
3. New York, 2018  (ISBN 978-2-7560-7197-8)

- Les Champs d'Azur, scénario de Frank Giroud, Glénat, collection Grafica

1. Les Pionniers, 2010  (ISBN 978-2-7234-7065-0)
2. Pénélope, 2010  (ISBN 978-2-7234-7406-1)
3. Paris-Madrid, 2011  (ISBN 978-2-7234-7407-8)

- Climax, scénario d'Éric Corbeyran et Achille Braquelaire, Dargaud

1. Le désert blanc, 2008  (ISBN 978-2-505-00346-5)
2. Vostok, 2008  (ISBN 978-2-505-00471-4)
3. Les faiseurs d'aurore, 2009  (ISBN 978-2-505-00578-0)
4. Gakona, Alaska, 2009  (ISBN 978-2-505-00626-8)

- Cognac, scénario d'Éric Corbeyran et Jean-Charles Chapuzet, couleurs d'Aurore Folny, Delcourt (collection Machination)

1. La Part des démons, 2016  (ISBN 978-2-7560-5214-4)
2. Un mort dans l'arène, 2016  (ISBN 978-2-7560-6463-5)
3. Le Cimetière des machines à vendanger, 2017  (ISBN 978-2-7560-7268-5)

- Complot

1. Le Krach de 1929, , scénario d'Alcante et Gihef, couleurs de Delphine Rieu, Delcourt (collection Machination), 2014  (ISBN 978-2-7560-3503-1)

- Dark Museum

2. Le Cri, scénario d'Alcante et Gihef, couleurs de Delphine Rieu, Delcourt (collection Machination), 2017  (ISBN 978-2-7560-6209-9)
- Destins, Glénat, collection Grafica

3. Le piège africain, scénario de Pierre Christin et Frank Giroud, dessins d'Yves Lécossois et Luc Brahy, 2010  (ISBN 978-2-7234-6749-0)
- Étoilé, scénario de Delphine Lehericey et Fanny Desmarès, couleurs de Bertrand Denoulet, Dupuis

1. Hors-d'œuvre, 2018  (ISBN 978-2-8001-7455-6)
2. Plat de résistance, 2018  (ISBN 978-2-8001-7456-3)

- Les Fantômes du passé

1. Le condamné du Titanic, scénario de Roger Seiter, Atmosphères, 2012

- Force Navale, scénario de Thierry Lamy, couleurs de Hugo Facio, Glénat, collection Grafica

1. Forteresse des mers, 2018  (ISBN 978-2-344-02048-7)

- Imago mundi, scénario d'Éric Corbeyran et Achille Braquelaire, Dargaud

1. Promesses d'Atlantide, 2003  (ISBN 2-87129-573-5)
2. Le Trésor des abysses, 2003  (ISBN 2-87129-501-8)
3. La 25e rune, 2004  (ISBN 2-87129-593-X)
4. L'Hypothèse Ulysse, 2004  (ISBN 2-87129-594-8)
5. L'Effet Babel, 2005  (ISBN 2-87129-739-8)
6. Nom de code Babylone, 2005  (ISBN 2-87129-741-X)
7. Les Orgues de Simushir, 2006  (ISBN 2-87129-881-5)
8. L'Héritage Jomon, 2006  (ISBN 2-87129-955-2)
9. La Colline blessée, 2007  (ISBN 978-2-505-00047-1)
10. Le deuxième cercle, 2007  (ISBN 978-2-5050-0071-6)

- Insiders Genesis, scénario de Jean-Claude Bartoll, Dargaud

1. Medellin 1991, 2011  (ISBN 978-2-205-06858-0)
2. Salsa Colombiana, 2012  (ISBN 978-2-205-06994-5)

- Irons, scénario de Tristan Roulot, couleurs de Hugo Facio, Le Lombard

1. Ingénieur-conseil, 2018  (ISBN 978-2-8036-7184-7)
2. Les sables de Sinkis, 2019  (ISBN 978-2-8036-7540-1)
3. Les disparus d'Ujung Batu, 2020  (ISBN 978-2-8036-7660-6)

- Mafias & Co., scénario et dessins collectifs, 12 bis et Arthème Fayard

1. Ils se sont évadés, 2008  (ISBN 978-2-356-48027-9)

- Mission Osirak, scénario de Jean-Claude Bartoll, couleurs d'Anouk Bell, Dargaud

2. Le Raid impossible, 2016  (ISBN 978-2-205-07368-3)
- On a retrouvé la forêt perdue, scénario de M. Tondelier, dessins collectifs, Semader

1. On a retrouvé la forêt perdue 1, 1988
2. On a retrouvé la forêt perdue 2, 1991

- Oukase, scénario d'Éric Stoffel et Luc Brahy, dessins de Michel Espinosa, Bamboo, collection Grand Angle

1. Tempête noire, 2007  (ISBN 978-2-35078-215-7)
2. Trahison Collatérale[9], 2007  (ISBN 978-2-350-78315-4)
3. Frères ennemis 2008[10]  (ISBN 978-2-350-78446-5)
4. Le grand Roque, 2009  (ISBN 978-2-350-78606-3)

- Le Syndrome [E][11], scénario de Sylvain Runberg d'après un roman de Franck Thilliez, Philéas, 2020  (ISBN 978-2-491-46700-5)

- Le Temps des cités, scénario de Pierre Boisserie et Frédéric Ploquin, 12bis

1. Les mirabelles, 2008  (ISBN 978-2-356-48032-3)
2. Marbella, 2009  (ISBN 978-2-356-48051-4)
3. Mohand, 2010  (ISBN 978-2-356-48172-6)

- Vinifera, scénario d'Éric Corbeyran, Glénat,

10. Le vin rouge sang, 2020  (ISBN 978-2-344-03794-2)
- Ynfinis, scénario et dessin sous le pseudonyme de Dust, Clair de Lune

1. Mayrim, couleurs de Héva et Pierre Leoni, 2000  (ISBN 2-913714-02-1)
2. Duel, couleurs de Pierre Leoni, 2001  (ISBN 2-913714-10-2)

- Zoltan, scénario de Frank Giroud, Vents d'Ouest, collection Grand Large

1. Chants de guerre, 1994  (ISBN 2-86967-271-3)

### One Shot
- 13/11 Reconstitution d'un attentat - Paris, 13 novembre 2015, scénario de Anne Giudicelli, Delcourt (collection Encrages), 2016  (ISBN 978-2-7560-8381-0)

## Prix
- 2010 : Prix Tournesol pour Climax, t. 1 : Le Désert blanc (avec Éric Corbeyran et Achille Braquelaire)[12]